# Eugonodes
Eugonodes är ett släkte av skalbaggar. Eugonodes ingår i familjen plattnosbaggar.
Kladogram enligt Catalogue of Life:
| Eugonodes | \| \| Eugonodes brevirostris \| \| \| \| \| \| Eugonodes marmoreus \| \| \| \| |
|           | \| \| Eugonodes brevirostris \| \| \| \| \| \| Eugonodes marmoreus \| \| \| \| |
|           | Eugonodes brevirostris                                                         |
|           |                                                                                |
|           | Eugonodes marmoreus                                                            |
|           |                                                                                |